# Gyldenstolpe-Riesenreisratte
Die Gyldenstolpe-Riesenreisratte (Gyldenstolpia fronto, Syn: Scapteromys fronto, Kunsia fronto) ist eine möglicherweise ausgestorbene Nagetierart aus der Familie der Wühler (Cricetidae). Sie kam in zwei Unterarten in Brasilien und Argentinien vor. Die Nominatform Gyldenstolpia fronto fronto ist nur fossil von spätpleistozänen Ablagerungen aus der Gegend von Lagoa Santa am Rio das Velhas im brasilianischen Bundesstaat Minas Gerais bekannt, wo in den Höhlen Lapa da Escrivânia Nr. 5 und Lapa da Serra das Abelhas die Überreste von vier Exemplaren gefunden wurden. Dieses Taxon wurde 1887 von Herluf Winge als Scapteromys fronto auf der Basis eines Schädels aus der Sammlung von Peter Wilhelm Lund erstbeschrieben. Der Holotypus und einziges Exemplar von Gyldenstolpia fronto chacoensis wurde im September 1896 wurde von A. Ros am Río de Oro in der nordargentinischen Provinz Chaco gesammelt, 1932 von Nils Carl Gustaf Fersen Gyldenstolpe als eigenständige Art wissenschaftlich beschrieben und 1966 von Philip Hershkovitz unter dem Namen Kunsia fronto chacoensis als Unterart klassifiziert.

## Merkmale
Merkmalsangaben sind nur vom Typusexemplar der Unterart Gyldenstolpia fronto chacoensis dokumentiert. Die Kopf-Rumpf-Länge beträgt 225 mm, die Schwanzlänge 110 mm, die Ohrenlänge ungefähr 20 mm und die Hinterfußlänge 43 mm. Das genaue Gewicht ist nicht bekannt, wird jedoch auf ungefähr 150 g. geschätzt. Der Schwanz ist verhältnismäßig kurz. Das Fell ist lang und mäßig weich. Die Fellhaare der Oberseite sind ockerzimtbraun, stark durchsetzt mit längeren dunklen Haaren, insbesondere an der Rückenmitte. Die Grundhaare sind schieferfarben, die Haarspitzen sind schwärzlich. Die Ohren, die Schnauze und die Oberseite der Vorderfüße sind holzbraun behaart und mit hell gelbbraunen Haaren durchsetzt. Die Hinterfüße sind mehr silbergrau. Die Färbung der Unterseite ist weißlich oder hellgrau sowie hell gelbbraun oder gelblich verwaschen. Die Grundhaare des Brust- und Bauchfells sind dunkel. Der Nasenspiegel ist bräunlich umsäumt. Der Schwanz, dessen Länge 50 % oder weniger der Kopf-Rumpf-Länge beträgt, ist mit Borstenhaaren bedeckt, die bräunlich an der Oberseite und heller an der Unterseite sind. Er ist in Distalrichtung kürzer als in Proximalrichtung mit drei Haaren auf jeder Schuppe. Vorder- und Hinterfüße haben lange, kräftige Krallen, wobei die der Vorderfüße länger sind.
Der Schädel von G. f. chacoensis ist durch eine u-förmige Nasenstirnnaht gekennzeichnet, während der etwas kleinere Schädel von G. f. fronto eine v-förmige Nasenstirnnaht aufweist. Er ist ferner durch einen leicht zugespitzten vordersten Nasenrücken gekennzeichnet, ein Zustand, der bei G. f. fronto unbekannt ist. Der vordere Rand der Jochbeinplatten zeigt deutliche Dornenfortsätze, die bei G. f. fronto weniger auffällig sind. Das Stirnbein von G. f. chacoensis hat scharfe seitliche Kanten, während diese bei G. f. fronto glatt sind. Die Jochbein-Oberkiefer-Naht (Sutura zygomaticomaxillaris) bei G. f. chacoensis ist gerade, bei G. f. fronto ist dieser Zustand nicht dokumentiert.

## Lebensraum und Lebensweise
Die Gyldenstolpe-Riesenreisratte bewohnte von Büschen dominierte Feuchtgebiete, Feuchtsavannen, Sümpfe, Torfmoore und Marschland. Über ihre Lebensweise ist nichts bekannt.

## Status
Die Gyldenstolpe-Riesenreisratte wurde 1996 in die Rote Liste gefährdeter Arten der IUCN aufgenommen und in die Kategorie „gefährdet“ (vulnerable) klassifiziert. 2008 wurde der Status auf „stark gefährdet“ (endangered) und 2018 auf „vom Aussterben bedroht“ (critically endangered) mit dem Zusatz „möglicherweise Ausgestorben“ (possibly extinct) geändert. Da diese Art seit 1896 nicht mehr lebend gesichtet wurde, muss mit hoher Wahrscheinlichkeit davon ausgegangen werden, dass sie bereits ausgestorben ist.